# Georg Neumüller (Volkssänger)
Georg Neumüller (* 24. März 1885 in Wien als Georg Lindmüller; † 24. Juni 1953 in Murnau am Staffelsee) war ein österreichischer Vortragskünstler, Komiker und Volkssänger.

## Leben und Werk
Georg Neumüller kam bereits in jungen Jahren nach München. Von Beruf war er Steindrucker. 1903 hatte er sein Debüt als Volkssänger. Er trat nicht unter seinem bürgerlichen Namen, sondern als „Bauernsepp“ vor sein Publikum. Spielorte waren Volkssängerbühnen in Münchener Wirtshäusern und Singspielhallen.
Nach alter Volkssängertradition schrieb Neumüller die meisten Texte selbst. Die Weisen zu einigen seiner Vorträge   stammten von Hans Blädel und dem Münchener Kapellmeister Toni Thoms; zu einem Couplet schrieb Siegwart Ehrlich die Musik. Die Begleitung seiner Vorträge übernahmen oft sogenannte Bauernkapellen wie „D’Original-Dachauer“ Sedelmayer-Schmidt. Gelegentlich taten es aber auch nur eine Gitarre oder ein Klavier.
Eine besondere Spezialität waren seine Lach-Couplets; ein seinerzeit bei Kleinkünstlern beliebtes Genre, das er aufgrund einer bestimmten Atemtechnik zu höchster Vollendung beherrschte.
Neumüller war befreundet mit Karl Valentin, der ihm generös Aufführungsrechte für mehrere seiner Vortragsstücke einräumte. Aus den Jahren zwischen 1912 und 1915 ist ein Briefwechsel zwischen den beiden Künstlern erhalten; beide kannten sich von gemeinsamen Engagements am Varieté „Wien-München“ im Hotel Wagner in der Sonnenstraße sowie vom Deutschen Theater her.
Wie Valentin besprach auch Neumüller während der 1920er Jahre mehrere Schallplatten für die Marken Electrola, Artiphon und Isiphon mit eigenen Texten. Doch schon in der Frühzeit um 1903 hatte er für die “Grammophon” einige Aufnahmen gemacht.
Georg Neumüller verstarb am 24. Juni 1953 in Murnau/Oberbayern.

## Tondokumente (Auswahl)
- Frühzeit: G&T

7" black label:
Mir is alles gleich (     ?     )  	G&T  2-42 362 (mx. 4289 g)   Kat. S. 51
Lach-Couplet (     ?      ) 	G&T  2-42 365 (mx. 4288½ g)   Kat. S. 51

10" black label:
Lach-Couplet (     ?      ) 	G&T  3-42 588 (mx. 4562½ L)   Kat. S. 76
Kleine Witze (      ?     ) 	G&T  3-42 635 (mx. 4563 L)   Kat. S. 77

Der Katalog der DNB, Musikarchiv, nennt 17 Titel:
- Electrola:

Drunt’ in der grünen Au (Musik: Hans Blädel, Text: G. Neumüller) Electrola E.G.1241 (Matrizennummer BLR 5091)
Vor Lachen thut der Bauch mir wee (Musik: Hans Blädel, Text: G. Neumüller) Electrola E.G.1241 (Matrizennummer BLR 5092)
Als ich noch ledig war (Text und Musik von Georg Neumüller) Vortrag in bayr. Dialekt mit Orch.  Electrola  E.G.1238 (Matrizennummer BLR 5093)
Wenn man heut’ die Welt anschaut (Musik: S. Ehrlich, Text von Georg Neumüller) Lachcouplet in bayr. Dialekt. Georg Neumüller mit Orch.  Electrola E.G.1239 (Matrizennummer BLR 5094-I)
Weil ich ein Rindviech bin (Musik: Toni Thoms, Text: G. Neumüller) Vortrag in bayr. Dialekt mit Klavier. Electrola E.G.1238 (Matrizennummer BLR 5098)
Das goldene Lachen (Musik: S. Ehrlich, Text von Georg Neumüller) Lachcouplet in Deutsch. Georg Neumüller mit Orch. Electrola E.G.1239 (Matrizennummer BLR 5096-I)
Lohengrin-Parodie I und II (Text und Musik von Georg Neumüller) Georg Neumüller, Vortrag in bayr. Dialekt mit Gitarre. Electrola E.G.1243 (Matrizennummern BLR 5099 und 5100)
- Artiphon (Hermann Eisner):

Vor Lachen thut der Bauch mir wee (Musik: Hans Blädel, Text: G. Neumüller) Artiphon D 3101 [A-Seite]
Die Miesbacher Zenz’. Humoristischer Vortrag (Georg Neumüller) Artiphon D 3101 [B-Seite]
- Isiphon/Electrocord/Cordy:

Lachcouplet (= Vor Lachen thut der Bauch mir wee (Musik: Hans Blädel, Text: G. Neumüller)) Humoristischer Vortrag von Georg Neumüller als „Bauernsepp“: Isiphon Nr. 262 (mx. 6383)
Der lustige Bauer (Neumüller), Humoristischer Vortrag von Georg Neumüller als „Bauernsepp“: Cordy 3323 (mx. 6385)
Der Birnbaum (= Drunt’ in der grünen Au), Couplet (Musik: Hans Blädel, Text: G. Neumüller) Isiphon Nr. 504 (mx. 6388) / Die Miesbacher Zenz’ (  ?  ) (mx. 6384)
Der Bauer in der Stadt. Humoristischer Vortrag von Georg Neumüller als „Bauernsepp“: Isiphon-Concert-Record Nr. 506
Matrizennummer 6386.
Das goldene Lachen. Humoristischer Vortrag von Georg Neumüller als „Bauernsepp“: Isiphon-Concert-Record Nr. 506
Matrizennummer 6387.
Der Bauernsepp in der Oper “Lohengrin” I u. II [= Lohengrin-Parodie (Neumüller)] Electrocord Nr. 1083 (mx. 7933 und 7934)
Lachcouplet (= Vor Lachen thut der Bauch mir wee (Musik: Hans Blädel, Text: G. Neumüller)) Humoristischer Vortrag vom „Bauernsepp“: Electrocord Nr. 1084 a (mx. 7935)

## Wiederveröffentlichungen
Rare Schellacks: München - Bayern. Lieder & Couplets. CD mit ausführlichem Booklet. TRIKONT US-0262, Herausgeber: Andreas Koll & Achim Bergmann. Enthält als track 23 NEUMÜLLER, GEORG (BAUERNSEPP): Lachcouplet [02:46]